# Elvas

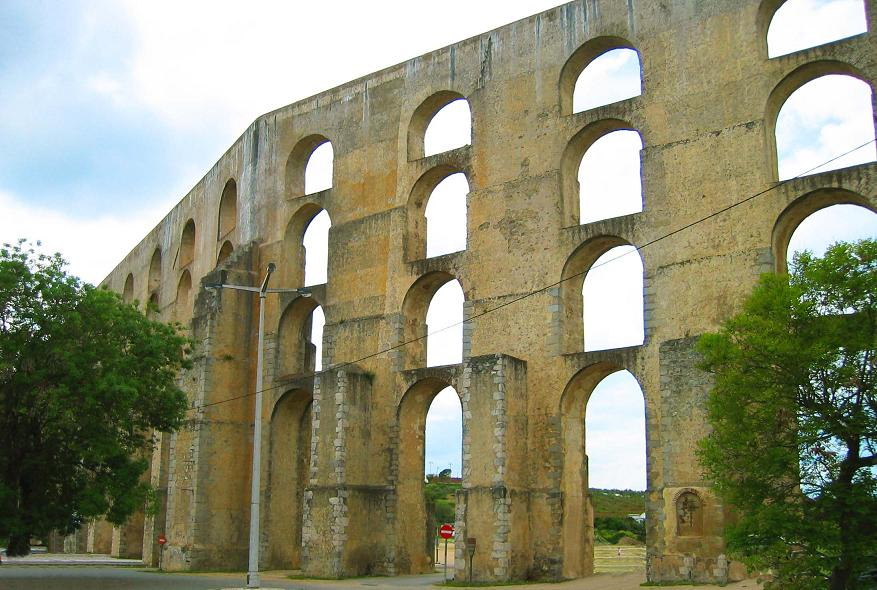
Apeductul

Elvăș sau Elvas (în limba portugheză - Elvas /'ɛl.vɘʃ/), este un oraș din Portugalia.
Primarul orașului este José António Rondão de Almeida.

## Așezare
Orașul este situat la 12 km de la Badajoz în Spania, deci este în apropiere de granița dintre Portugalia și Spania.

## Clima
Este un oraș caracterizat prin ierni reci (cu temperaturi cuprinse între -2 °C și 10 °C) și veri foarte calde (cu temperaturi cuprinse între 25 °C și 47 °C).

## Monumente
Acest oraș este cunoscut pentru apeductul și pentru fortificațiile sale.

## Patrimoniu mondial al umanității UNESCO
Orașul Elvas, cu vechile sale fortificații, a fost înscris în anul 2012 pe lista patrimoniului mondial al umanității UNESCO.

## Diverse
Acest mic oraș are unele comunități de străini, cum ar fi moldoveni, ucraineni și brazilieni.
1. ↑  , Instituto Nacional de Estatística[*] https://www.ine.pt/xportal/xmain?xpid=INE&xpgid=ine_indicadores&indOcorrCod=0008350&selTab=tab0, accesat în 19 septembrie 2018 Lipsește sau este vid: |title= (ajutor)